# كونستانس هسو
كونستانس هسو (بالإنجليزية: Constance Hsu)‏ هي ممثلة أمريكية، ولدت في 7 يونيو 1972.

## وصلات خارجية
- كونستانس هسو على موقع IMDb (الإنجليزية)
- كونستانس هسو على موقع قاعدة بيانات الفيلم (الإنجليزية)